# TIROS 6
TIROS 6 (ang. Television Infrared Observational Satellite) – amerykański satelita meteorologiczny. Przesłał 66 674 zdjęcia pokrywy chmur, z czego 59 830 było użytecznych dla meteorologów. Do tamtej chwili był to najdłużej pracujący statek z serii TIROS (389 dni). Wspomagał on prognozy pogody na potrzeby załogowej misji Mercury-Atlas 8. Prowadzono też nim eksperymentalną detekcję pokrywy śnieżnej.

## Opis misji

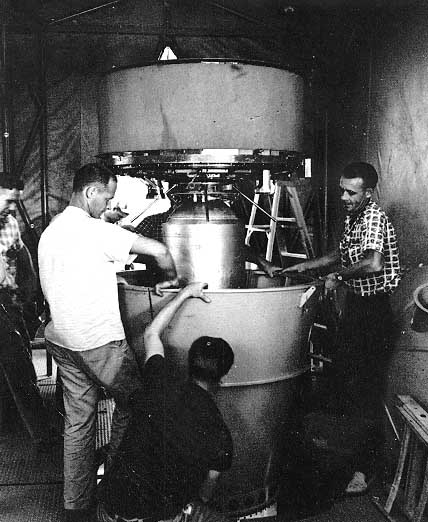
Prace przygotowawcze nad satelitą pogodowym TIROS 6

Satelitą zarządzało US Weather Bureau (dzisiejsza National Oceanic and Atmospheric Administration). Pierwotnie statek miał być wystrzelony w listopadzie 1962, jednak datę startu przyspieszono, aby mógł pracować w czasie nadchodzącego „sezonu huraganowego”. Satelita pracował normalnie od startu do 29 listopada 1962, kiedy to awarii uległa jedna z kamer Vidicon (o średnim kącie widzenia). Kamera szerokokątna zepsuła się 21 października 1963. Wkrótce po tym satelitę wyłączono.
Statek pozostaje na orbicie, której żywotność szacuje się na 80 lat.

## Budowa i działanie
Statek został opracowany przez Goddard Space Flight Center, część NASA, oraz firmy: Radio Corporation of America (RCA), Astro Electronic Division (dzisiejszy Lockheed Martin). Szkielet satelity wykonano z aluminium i stali nierdzewnej. Ściana boczna miała kształt osiemnastościanu. Pokrycie statku stanowiło ponad 9260 ogniw słonecznych, każde o wymiarach 1×2 cm. Gromadziły energię w 21 akumulatorach NiCd.
Na obwodzie spodu statku zamontowano pięć stałopędnych silniczków nadających satelicie ruch obrotowy o prędkości od 8 do 12 obrotów na minutę. Oś obrotu statku mogła być kontrolowana z dokładnością 1, 2 stopni. Służył do tego magnetyczny system kontroli położenia. Jego układem wykonawczym było 250 przewodów owijających statek po obwodzie. Konieczny dla kontroli pozycji moment obrotowy wytwarzała interakcja ziemskiego pola magnetycznego z polem magnetycznym (prądem) zaindukowanym w statku. Nowym elementem był podczerwony czujnik horyzontu.
Do łączności z Ziemią używano pojedynczej anteny monopolowej, która była umieszczona na szczycie statku. Dwie anteny dipolowe (cztery pręty wystające ze spodu statku) służyły do nadawania telemetrii (częstotliwość 235 MHz; moc 2 W). Kamery wyzwalały się automatycznie po wejściu Ziemi w pole widzenia. Zdjęcia były przesyłane bezpośrednio na Ziemię lub nagrywane na rejestratorze, mieszczącym do 32 obrazów. Nadawanie sekwencji 32 obrazów trwało 100 sekund. Odbywało się przez 3 W nadajnik FM, na częstotliwości 237 MHz.

## Ładunek

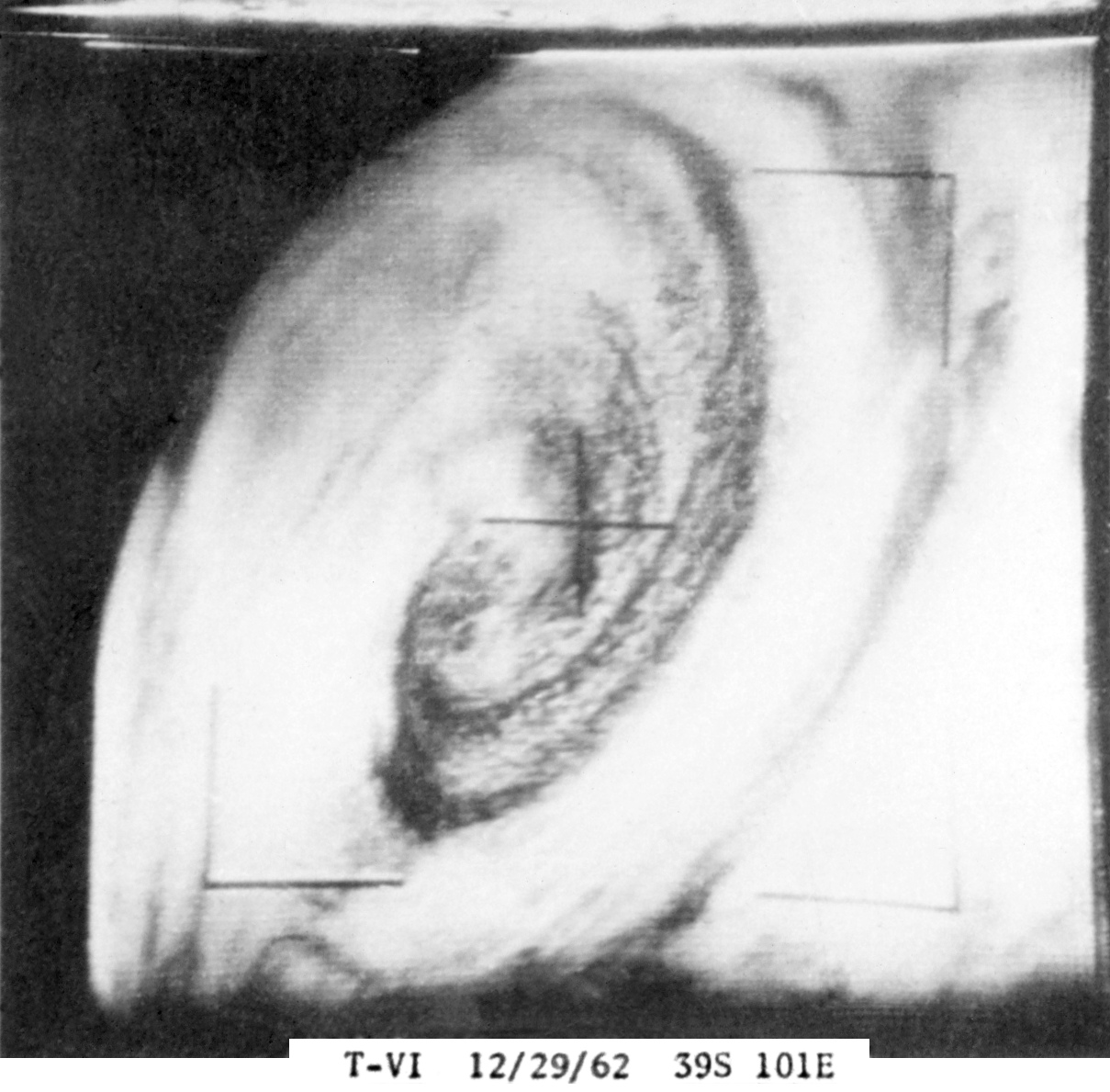
Zdjęcie wykonane przez TIROS-a 6 przedstawiające tropikalny cyklon na południowej półkuli, nad Oceanem Indyjskim

- System telewizyjny TIROS-a 6 był projektowany do uzyskania użytecznych obrazów meteorologicznych oraz do dalszych testów związanych z uzyskiwaniem satelitarnych zdjęć pokrywy chmur. Składał się on z dwóch niezależnych zestawów kamer telewizyjnych typu Vidicon 127 mm z nowymi soczewkami dającymi mniej zniekształcony obraz (jedna z obiektywem szerokokątnym 104°, druga z obiektywem 80°), magnetycznych rejestratorów taśmowych (o pojemności 32 zdjęć), i nadajników sygnału TV (3 W mocy, częstotliwość pracy 237 MHz). Obraz z kamer miał rozdzielczość 500 linii. Zamontowane były na spodzie statku. Ich osie optyczne były równoległe do osi obrotu statku, która leżała w płaszczyźnie orbity satelity. Obrazy były wysyłane do jednej z dwóch stacji naziemnych lub gromadzone na taśmie magnetycznej w celu późniejszego odtworzenia. Nadanie 32 zdjęć przez satelitę zabierało 100 sekund. Z wysokości 700 km jedno zdjęcie pokrywało obszar 1200 × 1200 km, z rozdzielczością 2,5 – 3 km (w nadirze). Kamera średniokątna pokrywała obszar 725 × 725 km, z rozdzielczością ok. 2 km (w nadirze). System mógł wykonywać dzienne zdjęcia pokrywy chmur, między 65° S a 65° N szerokości geograficznej.
- Wskaźnik kierunku północnego

Trzy detektory podczerwieni wyłączone w misji TIROS 5 nie były gotowe również na misję TIROS 6.